# باران کستمیر
«باران کستمیر» (انگلیسی: The Rains of Castamere) که با نام «عروسی خونین» هم شناخته می‌شود، نهمین قسمت از فصل سوم مجموعه تلویزیونی بازی تاج‌وتخت است که در ۲ ژوئن ۲۰۱۳ از شبکه اچ‌بی‌او پخش شد. این قسمت را دیوید بنیاف و دی. بی. وایس نوشته‌اند و دیوید ناتر آن را کارگردانی کرده‌است.
در پایان این قسمت، به علت مرگ بسیاری از شخصیت‌های اصلی داستان، بیننده با احساسی تهی و ناامیدانه مواجه می‌شود. در این قسمت راب استارک، مادرش کتلین تالی، همسر راب استارک و گرگ او گری ویند کشته می‌شوند و سر گرگش را بر بدن وی می‌دوزند.